# Parafia św. Judy Tadeusza i św. Brata Alberta w Mirocinie
Parafia św. Judy Tadeusza i św. Brata Alberta w Mirocinie – parafia rzymskokatolicka, znajdująca się w archidiecezji przemyskiej, w dekanacie Przeworsk II. 

## Historia
Wierni z Mirocina należeli do parafii farnej w Przeworsku. W 1937 roku decyzją bpa Franciszka Bardy w budynku gminy wydzielono lokal na kaplicę publiczną, którą 8 stycznia 1938 roku poświęcił o. gwardian Jacek Bober z klasztoru bernardynów w przeworsku. 
W 1945 roku do Mirocina przybył ks. Wiktor Piotrowski, który został kapelanem. 14 stycznia 1948 roku dekretem biskupim kapelania została przemianowana na wikariat eksponowany. W 1957 roku na miejscu drewnianej kaplicy zbudowano murowany kościół pw. Niepokalanego Serca Najświętszej Maryi Panny, który w 1958 roku został poświęcony przez bpa Stanisława Jakiela.
W latach 1983–1985 na miejscu dawnej cerkwi zbudowano obecny murowany kościół, według projektu arch. inż. Władysława Jagiełło. 6 maja 1984 roku wmurowano kamień węgielny. 28 października 1984 roku została erygowana parafia pw. św. Judy Tadeusza i św. Brata Alberta, w której skład weszły Mirocin i część Rozborza (214 domów). 3 listopada kościół został poświęcony przez bpa Ignacego Tokarczuka. Poprzedni stary kościół jest nadal użytkowany jako filialny. 
Na terenie parafii jest 1 706 wiernych (w tym: Mirocin – 1 283, Rozbórz (część) – 423).
Proboszczowie parafii:
1947–1969. ks. Franciszek Jara (ekspozyt).
1969–1972. ks. Stanisław Matuła.
1972–1989. ks. Józef Śnieżek.
1989–1998. ks. Jan Syrylak.
1998–2001. ks. Jan Strojek.
2001–2004. ks. Stanisław Motak.
2004–2011. ks. Jan Częczek.
2011–2017. ks. Ryszard Królicki.
2017– nadal ks. prał. Marek Słysz.
Wikariusze parafii
1945–1947. ks. Wiktor Piotrowski.
1983–1989. ks. Jan Syrylak.
1990–1993. ks. Wiesław Marecki.
1993–1996. ks. Andrzej Kuzio.
1996–1998. ks. Antoni Moskal.
1998–2001. ks. Robert Adamski.
2001–2006. ks. Mieczysław Sobiło.
2006–2008. ks. Łukasz Buczek.
2008–2011. ks. Tomasz Podolak.
2011–2013. ks. Krzysztof Żołyniak.
2013–2015. ks. Jakub Sieniawski.
2015–2017. ks. Paweł Starostka.
2017–2023. ks. Mariusz Łach.
2023- nadal ks. Dawid Sas.